# Manuel Borges de Freitas Henriques
Manuel Borges de Freitas Henriques (Santa Cruz das Flores, 18 de novembro de 1826 — Boston, 16 de outubro de 1873) foi um baleeiro, artista de scrimshaw, comerciante, armador e escritor. Foi vice-cônsul do Brasil e cônsul de Portugal em Boston.

## Biografia
Nasceu em Santa Cruz, na ilha das Flores, no seio da família Freitas Henriques, ao tempo a mais influente da ilha. Terminados os estudos primários na sua vila natal, com 14 anos de idade fixou-se na cidade da Horta, na ilha do Faial, ao tempo a capital do distrito e a mais cosmopolita das cidades açorianas.
Em 1848, com 21 anos de idade, emigrou clandestinamente para os Estados Unidos a bordo da barca baleeira Arnolda, empregando-se na baleação de New Bedford. Daí partiu para o Pacífico, onde ganhou renome como trancador, i. e. arpoador de baleias. Também se dedicou à gravação de scrimshaw, utilizando os dentes dos cachalotes caçados. Uma das obras que lhe são atribuídas é a representação da princesa pirata Alvilda (ou Alwilda), obra que pertenceu a Jacob Thomaz e acualmente se encontra em exposição no Museu dos Baleeiros, nas Lajes do Pico.
A partir de 1852 passou a viver em Boston, onde se dedicou ao comércio de importação e exportação, em especial de laranjas vindas da ilha do Faial onde mantinha amizades. Passou a ser vice-cônsul do Brasil e alguns anos depois cônsul de Portugal em Boston. Casou em 1866 com Grace Madigan, de origem irlandesa. Em conjunto com seu irmão Guilherme, que se lhe havia juntado em Boston, adquiriu um navio e passou a ser armador. O navio, uma escuna baptizada Kate Williams, fez a sua primeira viagem à Horta em 1870.
Para além da sua actividade comercial, dedicou-se à escrita, tendo colaborado em diversos periódicos da Nova Inglaterra. Foi o editor da edição princeps da obra satírica O Testamento de D. Burro, Pai dos Asnos da autoria do padre florentino José António Camões. Publicou, em inglês, um relato de uma viagem aos Açores, intitulada A trip to the Azores or western islands.
Em 1873 suicidou-se na cidade de Boston, com 47 anos de idade.